# Stegania bermeja
Stegania bermeja är en fjärilsart som beskrevs av Ribbe 1912. Stegania bermeja ingår i släktet Stegania och familjen mätare. Inga underarter finns listade i Catalogue of Life.